# 2o Love to Sweet Bullet
2o Love to Sweet Bullet（トゥーラブトゥースウィートバレット、略称：トゥラブ）は、2015年3月より活動開始した日本の女性アイドルグループである。

## 概要
『2o Love to Sweet Bullet』は、2015年3月1日から活動している女性アイドルグループ。同年8月19日FIREWALL DIV.よりメジャーデビューした。
「愛と平和をテーマに、世界中の人を元気にする」をコンセプトとし、「愛と平和の伝道師」というキャッチフレーズを用いている。EDMの曲調だが、公式では「ちょっぴりEDM」または「プチEDM」と表現している。
DYNAMITE TOMMYが音楽プロデュースを担当。

## 来歴
2014年5月に一色杏子・椎名成美・長岡真由で結成された「SWEET BULLET（スウィートバレット：通称スイバレ）」を起源としている。一色の卒業後に藤野志穂・坂口穂乃実・立花佳純・新城真衣を加えた6人で、2015年3月1日に「2o Love to Sweet Bullet」として第1回定期公演を開催し、お披露目となった。その後突然、椎名・長岡の卒業が発表され、3月末には事実上のメンバー入れ替えによる4人体制のユニットとなった。初代リーダーは藤野志穂。
結成直後は、秋葉原にある手作りのライブハウス「AKIBAエンタメステージ」で、週に5本以上の定期公演を行っていた。2015年6月7日に元ミレニアムガールズの水谷幸果と三田佳凛が加入し6人体制になり、同年7月9日に山広美保子と元ミレニアムガールズの伏見莉穂が加入し8人体制となった。
2015年8月19日「アイノハナ」で「FIREWALL DIV.」よりメジャーデビューした。
2015年9月、秋葉原最大のアイドルフェス「アキバアイドルフェスティバル(以下、「AIF」と表記)」に初登場。2015年12月6日、AKIBAエンタメステージでの定期公演が初めてソールドアウト。
2016年4月10日、「アキバアイドルフェスティバル VOL.19」に出演の際に、AIF初となる1グループによる全会場公演を達成。同年5月8日、アキドラ閉店公演イベントとなり土日開催となったAIFで2日間11公演を達成。
ステージでのトーク力の改善のために結成された派生ユニット「ぐだぐら組」が、ステージ内で「ニルヴァーナ」の「Smells like teen spirit」などをカバーしている。
2017年7月、藤野志穂が「ナツ☆イチッ!オーディション」に参加し、2代目「ナツ☆イチッ!クイーン」となる。また、8月には山広美保子がサキドル エース SURVIVAL SEASON7にエントリーし、グランプリを受賞。
2018年5月、大空美月が加入。
2019年4月、初期メンバーだった新城が卒業。
2019年10月20日、新宿ホリデーにてワンマンライブ『Restart 後悔してもしらんよ』を開催。1部は山広、伏見、大空による現体制終了ライブ、2部は新体制お披露目ライブで、新メンバーの神谷泉水と吉沢千佳がお披露目された。
2020年4月25日、週刊文春の取材に応じ、“コロナ下の地下アイドルの活動”を語る。
2020年8月20日、TwitCastingにて、ライブ動画配信サービス「カケアイ」を利用した「デビュー5周年記念ライブ」を実施。
2020年12月25日、1stアルバム「2020 ver.」をリリース。全ての楽曲を現体制メンバーで再録音している。
2021年8月13日、Veats Shibuyaにて、ワンマンライブ『4人でここから 〜Move your heart〜』を開催。
2022年7月16日、香港の姉妹グループ研究生として活動しているゆらが9月までの期間限定で加入
2023年10月3日、Zepp Shinjukuで開催されたワンマンライブで、大空が卒業・引退。
2024年11月16日、翌2025年3月での活動休止を発表。山広・神谷・黒田と伏見・新城の2つの新グループに分かれる予定。
2025年2月1日、ラストライブ「Memorial Live『卒業』」を開催し活動休止した。

## 特徴・エピソード
楽曲は一見アイドルソングのようだが、歌詞にはアイドルらしくない表現が多々散りばめられている。
東京23区以外でのライブは全て「遠征」と呼ぶことになっている。
初年度の名曲とされ、常にエンディングで歌われた「未来の幸せ」はTIF2016のスカイステージでのパフォーマンスで封印された。運営は「1年目でTIFで勝負するには、これぐらいの犠牲が必要だったと」と説明している。その後11月5日の三田佳凛生誕祭で封印が解かれ、以降は特別な日のみ実演されている模様。
「日比谷線ダイアリー」の歌詞にパチパチキャンディーが登場することで、客席にパチパチキャンディーが配られる。配られたキャンディーはメンバーの合図で一気に食べなければいけない。メンバー曰く、口の中がパチパチで大変な中、その困難を乗り越えてMIXやコールを打つことでより深い愛を感じることができるという。2017年2月4日に行われたゼネラルマネージャー（当時）のキャサリンの生誕を祝うイベントでは、キャサリンが好きな「茎わかめ梅味」がパチパチキャンディーの代わりに配られた。
ダンス女王のキャッチフレーズを与えられていた坂口穂乃実（卒業）のみが、ヘッドセットで歌う事を許されていた。
派生ユニットの「ぐだぐだぐみ」がニルヴァーナの名曲「Smells like teen spirit」の他、「Come as you are」「Litium」等をカバーしている。
アキバアイドルフェスティバル（AIF）初登場時のプロフィールに、「目標はAIFで30分のステージをやる事」と書いていたが、最後のAIFで35分の持ち時間のステージをこなし、その目標を達成した。
AIFラストとなった2016年12月11日のクロロホルムでの特別公演で、トゥラブと原宿物語が初コラボでミレニアムガールズを再結成。ミレニアム時代前列で踊る事すら一度もなかった三田佳凛がセンターを務めた。
初期ヴィジュアル系バンドの音楽プロデューサーとしては、X-JAPANのYOSHIKIと双璧とされるDYNAMITE TOMMYがプロデュースをしている。
2023年9月、10月にZepp新宿で開催されたワンマンライブ「Our Boulevard」のSS席の値段が5万円と設定されたことで話題になった（しかも即日完売、応募者多数で抽選になった）。

## メンバー

### 最終メンバー
| 名前        | よみ            | 愛称       | 担当カラー         | 生年月日               | 出身地   | 加入期     | キャッチコピー       | 備考 |
| ----------- | --------------- | ---------- | ------------------ | ---------------------- | -------- | ---------- | -------------------- | --- |
| 山広 美保子 | やまひろ みほこ | みほみほ   | 黄色               | 1997年8月19日（27歳）  | 神奈川県 | 2015年7月  | 超絶美少女           | |
| 伏見 莉穂   | ふしみ りほ     | ふしみ     | ピンク←オレンジ←緑 | 2000年11月28日（24歳） | 埼玉県   | 2015年7月  | 明日もお花畑         | 元ミレニアムガールズ                                                                                                   |
| 神谷 泉水   | かみや いずみ   | いず様     | 紫                 | 1997年5月4日（28歳）   | 奈良県   | 2019年10月 | 奈良県出身関西弁やで | 元Clef Leaf 「日本さくらガール・プロジェクト」の「さくらガール」としても活動中                                         |
| 黒田 かれん | くろた かれん   | かれん     | 白 ←青             | 2000年11月1日（24歳）  | 佐賀県   | 2022年6月  |                      | 元「さくらガール」、元PiiiiiiiNの中尾みき。FreoMotto所属の新グループ「ワガママなラストノート」メンバーとして活動開始。 |
| 新城 まい   | しんじょう まい | まいちゃん | 青←紫              | 2000年12月6日（24歳）  | 新潟県   | 2015年3月  | やる気はあります     | 旧名は新城真衣 2019年4月、一旦脱退したが2023年、新城まいとして復帰                                                     |

### 元メンバー
| 名前        | よみ            | 愛称       | 担当カラー     | 生年月日               | 出身地   | 加入期     | 脱退期         | キャッチコピー | 備考                                                               |
| ----------- | --------------- | ---------- | -------------- | ---------------------- | -------- | ---------- | -------------- | -------------- | ------------------------------------------------------------------ |
| 椎名 成美   | しいな なるみ   | なるみん   |                | 1996年11月29日（28歳） | 神奈川県 | 2015年3月  | 2015年3月      |                | 卒業後2017年8月まで「81moment」で活動 YouTuber「シイナナルミ」     |
| 長岡 真由   | ながおか まゆ   | まゆちむ   |                | 1999年6月7日（26歳）   | 神奈川県 | 2015年3月  | 2015年3月      |                | 卒業後はモデルとして活動                                           |
| 水谷 幸果   | みずたに さちか |            | オレンジ       | 1999年11月16日（25歳） | 埼玉県   | 2015年6月  | 2015年11月     |                |                                                                    |
| 坂口 穂乃実 | さかぐち ほのみ | ぽののん   | 赤             | 2000年7月6日（25歳）   | 千葉県   | 2015年3月  | 2017年1月      | ダンス女王     |                                                                    |
| 深見 真夕   | ふかみ まゆ     | まゆたん   | オレンジ       | 2001年6月24日（24歳）  |          | 2015年10月 | 2017年3月      | SEXY 15        | 首席研究生                                                         |
| 立花 佳純   | たちばな かすみ | かすみん   | 水色           | 1997年4月15日（28歳）  | 神奈川県 | 2015年3月  | 2017年5月      | ヲタクキラー   | 卒業後、2019年2月よりSOLのかすみとして活動                         |
| 一之瀬 夢   | いちのせ ゆめ   | ゆめちゃん | 青             | 2002年1月22日（23歳）  |          | 2018年3月  | 2019年8月      |                |                                                                    |
| 藤野 志穂   | ふじの しほ     | ふじのん   | 白             | 1999年3月16日（26歳）  | 神奈川県 | 2015年3月  | 2019年10月     | 永遠のアイドル | 元リーダー                                                         |
| 三田 佳凛   | みた かりん     | かりん     | ピンク         | 1999年10月28日（25歳） | 神奈川県 | 2015年6月  | 2019年11月     | 可憐な新歌姫   |                                                                    |
| 吉沢 千佳   | よしざわ ちか   |            | 緑             | 2001年10月26日（23歳） | 神奈川県 | 2019年10月 | 2020年1月      |                | 現在は「命日（ex.吉沢千佳）」として活動 ミスiD2021リボルバー賞受賞 |
| 大空 美月   | おおぞら みつき | みつき     | 赤             | 2003年2月6日（22歳）   | 東京都   | 2018年5月  | 2023年10月     |                | 元campus                                                           |
| 松本 ゆりか | まつもと ゆりか | ゆりか     | ミントグリーン | 2000年9月19日（24歳）  |          | 2023年10月 | 2024年3月20日  |                |                                                                    |
| 仲村 希星   | なかむら きらり | きらり     | 水色           | 2000年7月3日（25歳）   | 神奈川県 | 2023年6月  | 2024年10月13日 |                | 元elsyの桜田きらり                                                 |

## ディスコグラフィ

### シングル
| 発売日         | タイトル                     | レーベル      | 備考                       |
| -------------- | ---------------------------- | ------------- | -------------------------- |
| 2015年8月19日  | アイノハナ                   | FIREWALL DIV. | デビュー作                 |
| 2015年9月30日  | ハロウィンのスペシャル☆ワン  | FIREWALL DIV. |                            |
| 2015年11月25日 | BABY♥KISS                    | FIREWALL DIV. |                            |
| 2016年2月24日  | 未来の幸せ                   | FIREWALL DIV. |                            |
| 2016年3月23日  | 卒業                         | FIREWALL DIV. |                            |
| 2016年8月10日  | 日比谷線ダイアリー           | FIREWALL DIV. |                            |
| 2017年5月2日   | そこで叫んで私に教えてほしい | sun-krad      | オリコンチャート・週間12位 |
| 2018年1月30日  | Véga                         | sun-krad      | オリコンチャート・週間10位 |
| 2018年8月14日  | ひとりじめしたい             | sun-krad      | オリコンチャート・週間6位  |

### 配信アルバム
| 配信日         | タイトル  | レーベル | 備考 |
| -------------- | --------- | -------- | ---- |
| 2020年12月25日 | 2020 ver. | sun-krad |      |

## タイアップ
- おひさまパレット - 『もひかん家の家族会ぎ』（2017年、tvk ほか） エンディングテーマ[55]
- BABY♥KISS

- 『やすだの歩き方』（2015年、CBCテレビ） 12月エンディングテーマ
- 『白黒アンジャッシュ』（2015年、ちばテレビ） 12月エンディングテーマ
- 『ヨソで言わんとい亭〜ココだけの話が聞ける（秘）料亭〜』（2016年、テレビ東京系列 ） 1月エンディングテーマ
- 未来の幸せ - 『ヨソで言わんとい亭〜ココだけの話が聞ける（秘）料亭〜』（2016年、テレビ東京系列 ） 2月エンディングテーマ
- 卒業 - 『ヨソで言わんとい亭〜ココだけの話が聞ける（秘）料亭〜』（2016年、テレビ東京系列 ） 3月エンディングテーマ[58]
- 日比谷線ダイアリー - 『じっくり聞いタロウ〜スター近況（秘）報告〜』（2016年、テレビ東京系列 ） 8・9月エンディングテーマ[59]
- そこで叫んで私に教えてほしい - 『じっくり聞いタロウ〜スター近況（秘）報告〜』（2017年、テレビ東京系列 ） 4・5・6月エンディングテーマ[60]
- Véga

- 『じっくり聞いタロウ〜スター近況（秘）報告〜』（2017年・2018年、テレビ東京系列 ） 2017年12・2018年1月エンディングテーマ
- 『バズリズム02』（2018年、日テレ系） 1月POWER PLAY
- 『採用!フリップNEWS』（2018年、日テレ系） 2月エンディングテーマ
- ひとりじめしたい - 『じっくり聞いタロウ〜スター近況（秘）報告〜』（2018年、テレビ東京系列 ） 7・8月エンディングテーマ[64]

## 出演

### ライブ・イベント
- TOKYO IDOL FESTIVAL
  - TOKYO IDOL FESTIVAL2016（2016年8月7日、東京・お台場/青海エリア）[65]
  - TOKYO IDOL FESTIVAL 2017（2017年8月5・6日、東京・お台場/青梅エリア）[66]
  - TOKYO IDOL FESTIVAL 2018（2018年8月4日、東京・お台場/青梅エリア）[67]
- @JAM×ナタリー EXPO 2016（2016年9月24日、千葉・幕張メッセ）[68]
- アイドル博
  - 武道館アイドル博2017〜1000人のアイドルと遊ぼう!〜（2017年5月7日、東京・日本武道館）[69]
  - 武道館アイドル博2018〜1000人のアイドルと遊ぼう!〜（2018年8月13日、東京・日本武道館）[70]
  - 2022 TOKYO アイドル博（2022年7月16 - 18日、東京・お台場青海R地区）[71]
- SEKIGAHARA IDOL WARS 〜関ケ原唄姫合戦〜
  - SEKIGAHARA IDOL WARS 2017〜関ケ原唄姫合戦〜（2017年7月22日、岐阜・関ケ原町・桃配運動公園） - 徳川ステージ[72]
  - SEKIGAHARA IDOL WARS 2018 〜関ケ原唄姫合戦〜（2018年7月22日、岐阜・関ケ原町・桃配運動公園） - 徳川ステージ[73]
  - SEKIGAHARA IDOL WARS 2019 〜関ケ原唄姫合戦〜（2019年7月21・22日、岐阜・関ケ原町・桃配運動公園） - 徳川ステージ[74]
  - 来年まで待てない! SEKIGAHARA IDOL WARS 2021 〜関ケ原唄姫合戦〜in 尾張（2021年7月23・24日、愛知・愛知県国際展示場） - 徳川ステージ[75]
- ドラゴン クイーンズ フェスティバル 〜竜王アイドル夏祭り2019〜（2019年8月12日、滋賀・竜王町総合運動公園）

### テレビ
レギュラー
- Music B.B.

レギュラーコーナー『2o Love to Sweet Bulletの2o Loveフォトアート会』（2018年1月8日 - 、TOKYO MX他）
レギュラーコーナー『美女筋撮レーニング』（2018年5月28日 - 、TOKYO MX他）
- アイドルゾーン20時（2019年4月1日‐6月28日、TOKYO MX2）総合アシスタント・藤野[78]、月曜アシスタント、伏見、月曜〜木曜 恥なし先生、山広[79]

ゲスト
- アイドルたちの夏（2017年9月20日、テレビ東京）[80]
- 東京アイドル戦線（2018年2月2日、テレビ東京）[81]
- 音流〜ONRYU〜

ゲスト（2018年2月2日、テレビ東京）
ゲスト（2018年8月4日、テレビ東京）

### ラジオ
- トゥラブのがんばりますのでよろしくお願いします（2018年10月6日 - 2025年2月11日、渋谷クロスFM）毎月第1金曜日放送　2019年10月から2023年7月まで第1木曜、8月から最終回まで第1火曜